# Viviers (Yonne)
Viviers és un municipi francès, situat al departament del Yonne i a la regió de Borgonya - Franc Comtat. L'any 2007 tenia 130 habitants.

## Demografia

### Població
El 2007 la població de fet de Viviers era de 130 persones. Hi havia 48 famílies, de les quals 11 eren unipersonals (4 homes vivint sols i 7 dones vivint soles), 15 parelles sense fills, 18 parelles amb fills i 4 famílies monoparentals amb fills.
La població ha evolucionat segons el següent gràfic:
Habitants censats

### Habitatges
El 2007 hi havia 90 habitatges, 52 eren l'habitatge principal de la família, 29 eren segones residències i 9 estaven desocupats. Tots els 90 habitatges eren cases. Dels 52 habitatges principals, 45 estaven ocupats pels seus propietaris, 5 estaven llogats i ocupats pels llogaters i 3 estaven cedits a títol gratuït; 2 tenien dues cambres, 8 en tenien tres, 15 en tenien quatre i 26 en tenien cinc o més. 32 habitatges disposaven pel capbaix d'una plaça de pàrquing. A 20 habitatges hi havia un automòbil i a 26 n'hi havia dos o més.

### Piràmide de població
La piràmide de població per edats i sexe el 2009 era:
| Homes | Edats   | Dones |
| ----- | ------- | ----- |
| 0     | 95 o +  | 0     |
| 0     | 90 a 94 | 0     |
| 0     | 85 a 89 | 0     |
| 0     | 80 a 84 | 4     |
| 4     | 75 a 79 | 8     |
| 0     | 70 a 74 | 0     |
| 4     | 65 a 69 | 4     |
| 4     | 60 a 64 | 0     |
| 0     | 55 a 59 | 0     |
| 4     | 50 a 54 | 4     |
| 0     | 45 a 49 | 4     |
| 8     | 40 a 44 | 4     |
| 12    | 35 a 39 | 12    |
| 0     | 30 a 34 | 4     |
| 0     | 25 a 29 | 0     |
| 12    | 20 a 24 | 0     |
| 0     | 15 a 19 | 0     |
| 0     | 10 a 14 | 4     |
| 4     | 5 a 9   | 8     |
| 8     | 0 a 4   | 0     |

## Economia
El 2007 la població en edat de treballar era de 79 persones, 61 eren actives i 18 eren inactives. De les 61 persones actives 56 estaven ocupades (27 homes i 29 dones) i 5 estaven aturades (3 homes i 2 dones). De les 18 persones inactives 9 estaven jubilades, 8 estaven estudiant i 1 estava classificada com a «altres inactius».

### Ingressos
El 2009 a Viviers hi havia 57 unitats fiscals que integraven 140 persones, la mediana anual d'ingressos fiscals per persona era de 19.713 €.

### Activitats econòmiques
L'únic establiment que hi havia el 2007 era d'una empresa immobiliària.
L'any 2000 a Viviers hi havia 10 explotacions agrícoles que ocupaven un total de 660 hectàrees.

## Poblacions més properes
El següent diagrama mostra les poblacions més properes.